# 177
Cette page concerne l'année 177  du calendrier julien. Pour l'année 177 av. J.-C., voir 177 av. J.-C. Pour le nombre 177, voir 177 (nombre).
L'année 177 est une année commune qui commence un mardi.

## Événements
- 1er janvier : début du consulat de Commode (Lucius Aelius Aurelius Commodus) (15 ans), fils de Marc Aurèle et de son épouse Faustine, qui obtient la puissance tribunicienne. Il devient officiellement coempereur : son père l'associe de son vivant à l'exercice du pouvoir[1].

- 1er août : début des fêtes du culte impérial au Confluent, à Lyon. martyre des chrétiens de Lyon, qui refusent le culte impérial. Le diacre Sanctus, Maturus, Alexandre, Attale, Ponticus et Blandine sont suppliciés dans l’amphithéâtre. Pothin, évêque de Lyon, meurt en prison[2],[3]. La foule accuse les chrétiens de pratiquer le cannibalisme et l’inceste[4]. Irénée, né à Smyrne devient évêque de Lyon après la mort de Pothin[5].

- Deuxième guerre de Marc Aurèle et Commode contre les Quades et les Marcomans (177-180). Marc Aurèle reçoit sa IXe acclamation comme Imperator à l'issue de nouveaux combats sur le moyen Danube[1].
- Septime Sévère est nommé préteur, puis legatus iuridicus de Tarraconaise en Espagne[1].
- Nouveau raid des Maures du Rif en Bétique (177-178)[6].

## Naissances en 177
- Cai Wenji, poétesse chinoise.

## Décès en 177
- Les 47 martyrs de Lyon :  Pothin, Blandine, Alexandre, etc.